# Списък на спътници Космос (1001-1250)

## 1978
- Космос 1001 (април 4) Союз 7K-ST No. 4L Союз-T test launch
- Космос 1002 (април 6) Зенит-2M фоторазузнавателен спътник
- Космос 1003 (април 20) Зенит-4MKM фоторазузнавателен спътник
- Космос 1004 (май 5) Зенит-2M фоторазузнавателен спътник
- Космос 1005 (май 12) Целина-D SIGINT
- Космос 1006 (май 12) Вектор
- Космос 1007 (май 16) Зенит-4MKM фоторазузнавателен спътник
- Космос 1008 (май 17) Целина-OK SIGINT
- Космос 1009 (май 19) IS
- Космос 1010 (май 23) Фрам
- Космос 1011 (май 23) Парус
- Космос 1012 (май 25) Зенит-2M фоторазузнавателен спътник
- Космос 1013 (юни 7) Стрела-1M COMM
- Космос 1014 (dtto) Стрела-1M COMM
- Космос 1015 (dtto) Стрела-1M COMM
- Космос 1016 (dtto) Стрела-1M COMM
- Космос 1017 (dtto) Стрела-1M COMM
- Космос 1018 (dtto) Стрела-1M COMM
- Космос 1019 (dtto) Стрела-1M COMM
- Космос 1020 (dtto) Стрела-1M COMM
- Космос 1021 (юни 10) Зенит-4MKM фоторазузнавателен спътник
- Космос 1022 (юни 12) Зенит-4MKM фоторазузнавателен спътник
- Космос 1023 (юни 21) Стрела-2 COMM
- Космос 1024 (юни 28) Око система за ранно предупреждение
- Космос 1025 (юни 28) GVM
- Космос 1026 (юли 2) Energiya No. 2
- Космос 1027 (юли 27) Циклон
- Космос 1028 (август 5) Феникс No. 14
- Космос 1029 (август 29) Зенит-4MKM фоторазузнавателен спътник
- Космос 1030 (септември 6) Око система за ранно предупреждение
- Космос 1031 (септември 9) Зенит-4MKM фоторазузнавателен спътник
- Космос 1032 (септември 19) Зенит-2M фоторазузнавателен спътник
- Космос 1033 (октомври 3) Фрам
- Космос 1034 (октомври 4) Стрела-1M COMM
- Космос 1035 (dtto) Стрела-1M COMM
- Космос 1036 (dtto) Стрела-1M COMM
- Космос 1037 (dtto) Стрела-1M COMM
- Космос 1038 (dtto) Стрела-1M COMM
- Космос 1039 (dtto) Стрела-1M COMM
- Космос 1040 (dtto) Стрела-1M COMM
- Космос 1041 (dtto) Стрела-1M COMM
- Космос 1042 (октомври 6) Зенит-4MKM фоторазузнавателен спътник
- Космос 1043 (октомври 10) Целина-D SIGINT
- Космос 1044 (октомври 17) Зенит-2M фоторазузнавателен спътник
- Космос 1045 (октомври 26) Meteor-2 GVM
- Космос 1046 (нов 1) Орион
- Космос 1047 (нов 15) Зенит-4MKM фоторазузнавателен спътник
- Космос 1048 (нов 16) Стрела-2 COMM
- Космос 1049 (нов 21) Зенит-4MKM фоторазузнавателен спътник
- Космос 1050 (нов 28) Зенит-6 фоторазузнавателен спътник
- Космос 1051 (декември 5) Стрела-1M COMM
- Космос 1052 (dtto) Стрела-1M COMM
- Космос 1053 (dtto) Стрела-1M COMM
- Космос 1054 (dtto) Стрела-1M COMM
- Космос 1055 (dtto) Стрела-1M COMM
- Космос 1056 (dtto) Стрела-1M COMM
- Космос 1057 (dtto) Стрела-1M COMM
- Космос 1058 (dtto) Стрела-1M COMM
- Космос 1059 (декември 7) Зенит-4MKM фоторазузнавателен спътник
- Космос 1060 (декември 8) Зенит-2M фоторазузнавателен спътник
- Космос 1061 (декември 14) Зенит-2M фоторазузнавателен спътник
- Космос 1062 (декември 15) Целина-O SIGINT
- Космос 1063 (декември 19) Целина-D SIGINT
- Космос 1064 (декември 20) Парус
- Космос 1065 (декември 22) Ромб
- Космос 1065 SS 1 (dtto) ESO
- Космос 1065 SS 2 (dtto) ESO
- Космос 1065 SS 3 (dtto) ESO
- Космос 1065 SS 4 (dtto) ESO
- Космос 1065 SS 5 (dtto) ESO
- Космос 1065 SS 6 (dtto) ESO
- Космос 1066 (декември 23) Astrofizika 11F653 No. 1
- Космос 1067 (декември 26) Сфера
- Космос 1068 (декември 26) Зенит-4MKM фоторазузнавателен спътник
- Космос 1069 (декември 28) Орион

## 1979
- Космос 1070 (януари 11) Зенит-2M фоторазузнавателен спътник
- Космос 1071 (януари 13) Зенит-4MKM фоторазузнавателен спътник
- Космос 1072 (януари 16) Парус
- Космос 1073 (януари 30) Зенит-4MKM фоторазузнавателен спътник
- Космос 1074 (януари 31) Союз 7K-ST No. 5L
- Космос 1075 (февруари 8) Вектор
- Космос 1076 (февруари 12) Okean-E NKh No. 1
- Космос 1077 (февруари 13) Целина-D SIGINT
- Космос 1078 (февруари 22) Зенит-4MKM фоторазузнавателен спътник
- Космос 1079 (февруари 27) Феникс No. 15 фоторазузнавателен спътник
- Космос 1080 (март 14) Зенит-4MKM фоторазузнавателен спътник
- Космос 1081 (март 15) Стрела-1M COMM
- Космос 1082 (dtto) Стрела-1M COMM
- Космос 1083 (dtto) Стрела-1M COMM
- Космос 1084 (dtto) Стрела-1M COMM
- Космос 1085 (dtto) Стрела-1M COMM
- Космос 1086 (dtto) Стрела-1M COMM
- Космос 1087 (dtto) Стрела-1M COMM
- Космос 1088 (dtto) Стрела-1M COMM
- Космос 1089 (март 21) Парус
- Космос 1090 (март 31) Зенит-2M фоторазузнавателен спътник
- Космос 1091 (април 7) Парус
- Космос 1092 (април 11) Цикада
- Космос 1093 (април 14) Целина-D SIGINT
- Космос 1094 (април 18) US-P SIGINT/EORSAT
- Космос 1095 (април 20) Зенит-6 фоторазузнавателен спътник
- Космос 1096 (април 25) US-P SIGINT/EORSAT
- Космос 1097 (април 27) Янтарь-4K1 No. 1
- Космос 1098 (май 15) Зенит-4MKM фоторазузнавателен спътник
- Космос 1099 (май 17) Фрам фоторазузнавателен спътник/natural resources
- Космос 1100 (май 22) TKS VA No. 0102A
- Космос 1101 (dtto) TKS VA No. 0102
- Космос 1102 (май 25) Гектор-Природа
- Космос 1103 (май 31) Зенит-6 фоторазузнавателен спътник
- Космос 1104 (май 31) Парус
- Космос 1105 (юни 8) Фрам фоторазузнавателен спътник/natural resources
- Космос 1106 (юни 12) Гектор-Природа
- Космос 1107 (юни 15) Зенит-6 фоторазузнавателен спътник
- Космос 1108 (юни 22) Фрам фоторазузнавателен спътник/natural resources
- Космос 1109 (юни 27) Око система за ранно предупреждение
- Космос 1110 (юни 28) Стрела-2 COMM
- Космос 1111 (юни 29) Зенит-6 фоторазузнавателен спътник
- Космос 1112 (юли 6) Ромб
- Космос 1112 SS 1 (dtto) ESO
- Космос 1112 SS 2 (dtto) ESO
- Космос 1112 SS 3 (dtto) ESO
- Космос 1112 SS 4 (dtto) ESO
- Космос 1112 SS 5 (dtto) ESO
- Космос 1112 SS 6 (dtto) ESO
- Космос 1112 SS 7 (dtto) ESO
- Космос 1112 SS 8 (dtto) ESO
- Космос 1112 SS 9 (dtto) ESO
- Космос 1112 SS 10 (dtto) ESO
- Космос 1112 SS 11 (dtto) ESO
- Космос 1112 SS 12 (dtto) ESO
- Космос 1112 SS 13 (dtto) ESO
- Космос 1112 SS 14 (dtto) ESO
- Космос 1112 SS 15 (dtto) ESO
- Космос 1112 SS 16 (dtto) ESO
- Космос 1112 SS 17 (dtto) ESO
- Космос 1112 SS 18 (dtto) ESO
- Космос 1112 SS 19 (dtto) ESO
- Космос 1112 SS 20 (dtto) ESO
- Космос 1112 SS 21 (dtto) ESO
- Космос 1112 SS 22 (dtto) ESO
- Космос 1112 SS 23 (dtto) ESO
- Космос 1112 SS 24 (dtto) ESO
- Космос 1113 (юли 10) Зенит-4MKM фоторазузнавателен спътник
- Космос 1114 (юли 11) Целина-O SIGINT
- Космос 1115 (юли 13) Фрам фоторазузнавателен спътник/natural resources
- Космос 1116 (юли 20) Целина-D SIGINT
- Космос 1117 (юли 25) Зенит-4MKM фоторазузнавателен спътник
- Космос 1118 (юли 27) Гектор-Природа
- Космос 1119 (август 3) Орион
- Космос 1120 (август 11) Зенит-4MKM фоторазузнавателен спътник
- Космос 1121 (август 14) Феникс No. 929 фоторазузнавателен спътник
- Космос 1122 (август 17) Гектор-Природа
- Космос 1123 (август 21) Фрам фоторазузнавателен спътник/natural resources
- Космос 1124 (август 28) Око система за ранно предупреждение
- Космос 1125 (август 28) Стрела-2 COMM
- Космос 1126 (август 31) Зенит-6 фоторазузнавателен спътник
- Космос 1127 (септември 5) Ресурс-F1 17F41 No. 11
- Космос 1128 (септември 14) Зенит-4MKM фоторазузнавателен спътник
- Космос 1129 (септември 25) Бион No. 5
- Космос 1130 (септември 25) Стрела-1M COMM
- Космос 1131 (dtto) Стрела-1M COMM
- Космос 1132 (dtto) Стрела-1M COMM
- Космос 1133 (dtto) Стрела-1M COMM
- Космос 1134 (dtto) Стрела-1M COMM
- Космос 1135 (dtto) Стрела-1M COMM
- Космос 1136 (dtto) Стрела-1M COMM
- Космос 1137 (dtto) Стрела-1M COMM
- Космос 1138 (септември 28) Зенит-6 фоторазузнавателен спътник
- Космос 1139 (октомври 5) Орион
- Космос 1140 (октомври 11) Стрела-2 COMM
- Космос 1141 (октомври 16) Парус
- Космос 1142 (октомври 22) Зенит-6 фоторазузнавателен спътник
- Космос 1143 (октомври 26) Целина-D SIGINT
- Космос 1144 (нов 2) Феникс No. 939 фоторазузнавателен спътник
- Космос 1145 (нов 27) Целина-D SIGINT
- Космос 1146 (декември 5) Тайфун-1B
- Космос 1147 (декември 12) Зенит-6 фоторазузнавателен спътник
- Космос 1148 (декември 28) Зенит-4MKM фоторазузнавателен спътник

## 1980
- Космос 1149 (януари 9) Зенит-6 фоторазузнавателен спътник
- Космос 1150 (януари 14) Парус
- Космос 1151 (януари 23) Okean-E NKh No. 2
- Космос 1152 (януари 24) Феникс No. 928 фоторазузнавателен спътник
- Космос 1153 (януари 25) Парус
- Космос 1154 (януари 30) Целина-D SIGINT
- Космос 1155 (февруари 7) Зенит-6 фоторазузнавателен спътник
- Космос 1156 (февруари 11) Стрела-1M COMM
- Космос 1157 (dtto) Стрела-1M COMM
- Космос 1158 (dtto) Стрела-1M COMM
- Космос 1159 (dtto) Стрела-1M COMM
- Космос 1160 (dtto) Стрела-1M COMM
- Космос 1161 (dtto) Стрела-1M COMM
- Космос 1162 (dtto) Стрела-1M COMM
- Космос 1163 (dtto) Стрела-1M COMM
- Космос 1164 (февруари 12) Око система за ранно предупреждение
- Космос 1165 (февруари 21) Зенит-4MKM фоторазузнавателен спътник
- Космос 1166 (март 4) Зенит-6 фоторазузнавателен спътник
- Космос 1167 (март 14) US-P SIGINT/EORSAT
- Космос 1168 (март 17) Цикада
- Космос 1169 (март 27) Вектор
- Космос 1170 (април 1) Зенит-4MKM фоторазузнавателен спътник
- Космос 1171 (април 3) Лира
- Космос 1172 (април 12) Око система за ранно предупреждение
- Космос 1173 (април 17) Зенит-4MKM фоторазузнавателен спътник
- Космос 1174 (април 18) IS
- Космос 1175 (април 18) Молния-3 No. 26
- Космос 1176 (април 29) US-A RORSAT
- Космос 1177 (април 29) Янтарь-4K1 No. 2
- Космос 1178 (май 7) Зенит-6 фоторазузнавателен спътник
- Космос 1179 (май 14) Тайфун-1B
- Космос 1180 (май 15) Орион
- Космос 1181 (май 20) Парус
- Космос 1182 (май 23) Фрам фоторазузнавателен спътник/natural resources
- Космос 1183 (май 28) Зенит-6 фоторазузнавателен спътник
- Космос 1184 (юни 4) Целина-D SIGINT
- Космос 1185 (юни 6) Ресурс-F1 17F41 No. 12
- Космос 1186 (юни 6) Ромб
- Космос 1186 SS 1 (dtto) ESO
- Космос 1186 SS 2 (dtto) ESO
- Космос 1186 SS 3 (dtto) ESO
- Космос 1186 SS 4 (dtto) ESO
- Космос 1186 SS 5 (dtto) ESO
- Космос 1186 SS 6 (dtto) ESO
- Космос 1186 SS 7 (dtto) ESO
- Космос 1186 SS 8 (dtto) ESO
- Космос 1186 SS 9 (dtto) ESO
- Космос 1186 SS 10 (dtto) ESO
- Космос 1186 SS 11 (dtto) ESO
- Космос 1186 SS 12 (dtto) ESO
- Космос 1186 SS 13 (dtto) ESO
- Космос 1186 SS 14 (dtto) ESO
- Космос 1186 SS 15 LRCS (dtto) ESO Large RCS
- Космос 1186 SS 16 (dtto) ESO
- Космос 1186 SS 17 (dtto) ESO
- Космос 1186 SS 18 (dtto) ESO
- Космос 1186 SS 19 (dtto) ESO
- Космос 1186 SS 20 (dtto) ESO
- Космос 1186 SS 21 (dtto) ESO
- Космос 1186 SS 22 (dtto) ESO
- Космос 1186 SS 23 (dtto) ESO
- Космос 1186 SS 24 (dtto) ESO
- Космос 1187 (юни 12) Зенит-6 фоторазузнавателен спътник
- Космос 1188 (юни 14) Око система за ранно предупреждение
- Космос 1189 (юни 26) Зенит-6 фоторазузнавателен спътник
- Космос 1190 (юли 1) Стрела-2 COMM
- Космос 1191 (юли 2) Око система за ранно предупреждение
- Космос 1192 (юли 9) Стрела-1M COMM
- Космос 1193 (dtto) Стрела-1M COMM
- Космос 1194 (dtto) Стрела-1M COMM
- Космос 1195 (dtto) Стрела-1M COMM
- Космос 1196 (dtto) Стрела-1M COMM
- Космос 1197 (dtto) Стрела-1M COMM
- Космос 1198 (dtto) Стрела-1M COMM
- Космос 1199 (dtto) Стрела-1M COMM
- Космос 1200 (юли 9) Зенит-6 фоторазузнавателен спътник
- Космос 1201 (юли 15) Фрам фоторазузнавателен спътник/natural resources
- Космос 1202 (юли 24) Зенит-6 фоторазузнавателен спътник
- Космос 1203 (юли 31) Ресурс-F1 17F41 No. 13
- Космос 1204 (юли 31) Ромб
- Космос 1204 SS 1 (dtto) ESO
- Космос 1204 SS 2 (dtto) ESO
- Космос 1204 SS 3 (dtto) ESO
- Космос 1204 SS 4 (dtto) ESO
- Космос 1204 SS 5 (dtto) ESO
- Космос 1204 SS 6 (dtto) ESO
- Космос 1204 SS 7 (dtto) ESO
- Космос 1204 SS 8 (dtto) ESO
- Космос 1204 SS 9 (dtto) ESO
- Космос 1204 SS 10 (dtto) ESO
- Космос 1204 SS 11 (dtto) ESO
- Космос 1204 SS 12 (dtto) ESO
- Космос 1204 SS 13 (dtto) ESO
- Космос 1204 SS 14 (dtto) ESO
- Космос 1204 SS 15 (dtto) ESO
- Космос 1204 SS 16 (dtto) ESO
- Космос 1204 SS 17 (dtto) ESO
- Космос 1204 SS 18 (dtto) ESO
- Космос 1204 SS 19 (dtto) ESO
- Космос 1204 SS 20 (dtto) ESO
- Космос 1204 SS 21 (dtto) ESO
- Космос 1204 SS 22 (dtto) ESO
- Космос 1204 SS 23 (dtto) ESO
- Космос 1204 SS 24 (dtto) ESO
- Космос 1205 (август 12) Зенит-6 фоторазузнавателен спътник
- Космос 1206 (август 15) Целина-D SIGINT
- Космос 1207 (август 22) Фрам фоторазузнавателен спътник/natural resources
- Космос 1208 (август 26) Феникс No. 927 фоторазузнавателен спътник
- Космос 1209 (септември 3) Ресурс-F1 17F41 No. 14
- Космос 1210 (септември 19) Зенит-6 фоторазузнавателен спътник
- Космос 1211 (септември 23) Орион
- Космос 1212 (септември 26) Фрам фоторазузнавателен спътник/natural resources
- Космос 1213 (октомври 3) Зенит-6 фоторазузнавателен спътник
- Космос 1214 (октомври 10) Зенит-4MKM фоторазузнавателен спътник
- Космос 1215 (октомври 14) Целина-O SIGINT
- Космос 1216 (октомври 16) Зенит-6 фоторазузнавателен спътник
- Космос 1217 (октомври 24) Око система за ранно предупреждение
- Космос 1218 (октомври 30) Янтарь-4K1 No. 3
- Космос 1219 (октомври 31) Зенит-6 фоторазузнавателен спътник
- Космос 1220 (нов 4) US-P SIGINT/EORSAT
- Космос 1221 (нов 12) Зенит-6 фоторазузнавателен спътник
- Космос 1222 (нов 21) Целина-D SIGINT
- Космос 1223 (нов 27) Око система за ранно предупреждение
- Космос 1224 (декември 1) Зенит-6 фоторазузнавателен спътник
- Космос 1225 (декември 5) Парус
- Космос 1226 (декември 10) Цикада
- Космос 1227 (декември 16) Зенит-6 фоторазузнавателен спътник
- Космос 1228 (декември 23) Стрела-1M COMM
- Космос 1229 (dtto) Стрела-1M COMM
- Космос 1230 (dtto) Стрела-1M COMM
- Космос 1231 (dtto) Стрела-1M COMM
- Космос 1232 (dtto) Стрела-1M COMM
- Космос 1233 (dtto) Стрела-1M COMM
- Космос 1234 (dtto) Стрела-1M COMM
- Космос 1235 (dtto) Стрела-1M COMM
- Космос 1236 (декември 26) Феникс No. 941 фоторазузнавателен спътник

## 1981
- Космос 1237 (януари 6) Зенит-6 фоторазузнавателен спътник
- Космос 1238 (януари 16) Вектор
- Космос 1239 (януари 16) Орион
- Космос 1240 (януари 20) Феникс No. 975 фоторазузнавателен спътник
- Космос 1241 (януари 21) Лира
- Космос 1242 (януари 27) Целина-D SIGINT
- Космос 1243 (февруари 2) IS
- Космос 1244 (февруари 12) Парус
- Космос 1245 (февруари 13) Зенит-6 фоторазузнавателен спътник
- Космос 1246 (февруари 18) Силует No. 1
- Космос 1247 (февруари 19) Око система за ранно предупреждение
- Космос 1248 (март 5) Феникс No. 940 фоторазузнавателен спътник
- Космос 1249 (март 5) US-A RORSAT
- Космос 1250 (март 6) Стрела-1M COMM